# Mouvement social européen
Pour les articles homonymes, voir Mouvement social européen (homonymie).
Le Mouvement social européen ou "Mouvement de Malmö" est une ancienne organisation néofasciste européenne fondée lors de la conférence de Malmö qui dure trois jours en mai 1951. Appelée aussi « Internationale de Malmö », elle fait directement suite aux multiples tentatives de coopération entre les divers mouvements néofascistes en Europe, comme les deux réunions préparatoires qui se tiennent à Rome en mars et octobre 1950.

## Histoire

### Fondation
En mars 1950, une conférence préparatoire est organisée à Rome par Maurice Bardèche, Oswald Mosley, Per Engdahl (du Mouvement de la Suède nouvelle) et Karl-Heinz Priester (du Deutsche soziale Bewegung). De nombreuses personnalités de l'extrême droite européenne participent au congrès : Des Autrichiens, Suisses, Allemands, Néerlandais ou Belges ainsi que des Français comme Maurice Bardèche, Roland Cavallier, Yves Jeanne (ancien de la Waffen SS) et René Binet. On trouve aussi des Danois, comme Engdahl ou Einar Aberg,
En mai 1951, le congrès se réunit à Malmö. L'objectif affiché est de réunir les droites radicales européennes sur un programme commun, en vue des prochaines élections européennes. L'idée est dans la continuité nationale-socialiste de révolution conservatrice au travers du dépassement de l'État-nation issu du 19e siècle, par la construction d'une "nation européenne". Le congrès réunit une centaine de délégués et obtient un certain succès médiatique, car il s'agit de la première conférence publique de ce genre depuis la fin de la Deuxième guerre mondiale. Les travaux positionnent le MSE sur le « principe de l'indépendance et l'unité de l'Europe » , de la « constitution d'une armée européenne sous commandement européen » , et d'une opposition radicale aux États-Unis et au bloc communiste.
A la suite du congrès, un certain nombre d'organisations européennes se retrouvent affiliée au MSE, se nommant de manière similaire. Le Mouvement social belge de Jean-Robert Debbault en est un exemple.
Bardèche lance en mai 1952 la revue théorique Défense de l'Occident, qui sera l'organe officiel du MSE, mais lui survivra.

### «Internationale noire» contre «Internationale blanche»
Le programme, préparé par Bardèche, se voulait fédérateur. Mais les partisans de l'« Internationale noire » sont immédiatement combattus par ceux de l' "Internationale blanche", néonazie : René Binet et Gaston-Armand Amaudruz, qui tiennent à mettre l'accent sur « la nécessité de défense de la race européenne ». La tendance fasciste emmenée par Bardèche l'emporte. Les partisans de Binet et Amaudruz font alors scission et convoquent un nouveau congrès en septembre 1951, à Zurich. Ils donnent naissance à un autre mouvement : le Nouvel ordre européen, ouvertement racialiste et antisémite.

### Stagnation, dissensions et fin
En 1953, un congrès a lieu au Luxembourg, mais le MSE s'enlise dans les dissensions, en particulier au sujet des empires coloniaux, des indépendances nationales (celle de l'Algérie surtout) et de l'existence d'Israël. Ainsi, au dernier congrès, tenu à Malmö en 1958, les délégations française et italienne sont absentes. Surtout, l'Autrichien Wilhelm Landig appelle à la « liquidation immédiate du système colonial ». Pour les Français, qui se sont alors lancés dans le combat pour l'Algérie française, cette position est inacceptable,.